# Lower Shiplake
Lower Shiplake – osada w Anglii, w hrabstwie Oxfordshire. Leży 3,2 km od miasta Henley-on-Thames, 37 km od miasta Oksfordu i 55,6 km od Londynu. W 2016 miejscowość liczyła 1423 mieszkańców.